# Jamesia tetrapetala
Jamesia tetrapetala är en hortensiaväxtart som beskrevs av Noel Herman Holmgren och P.K. Holmgren. Jamesia tetrapetala ingår i släktet Jamesia och familjen hortensiaväxter. Inga underarter finns listade i Catalogue of Life.